# Monarchisme
Monarchisme of royalisme (ook wel koningsgezindheid) is een politieke stroming die ijvert voor een regeringsvorm met een erfelijk staatshoofd: een monarchie. Een aanhanger heet een monarchist of royalist; de tegenhanger van de monarchist is een republikein.
De motivatie voor iemand om monarchist te zijn kan sentimenteel zijn (hij voelt zich emotioneel verbonden met het staatshoofd dat een verpersoonlijking is van de staat) of rationeel (de monarchie legt de opvolging van het staatshoofd voor een lange termijn vast en vormt daarmee een stabiele factor in de politiek). Monarchisten zijn overwegend behoudend, maar hoeven dat niet te zijn.

## Geschiedenis
In het Vroegmoderne Europa werd wel onderscheid gemaakt tussen monarchia herilis en monarchia limitata – despotisme en beperkte monarchie. Despotisme werd gekenmerkt door heerschappij vanuit eigenbelang en werd algemeen afgewezen. Beperkte monarchie kenmerkte zich door de meer of mindere mate waarin instituten als de staten bepaalde rechten genoten. Absolutisme werd daarbij niet gezien als een vorm van despotisme, maar een van de vormen van beperkte monarchie.

## Monarchisme per land

### België en Nederland

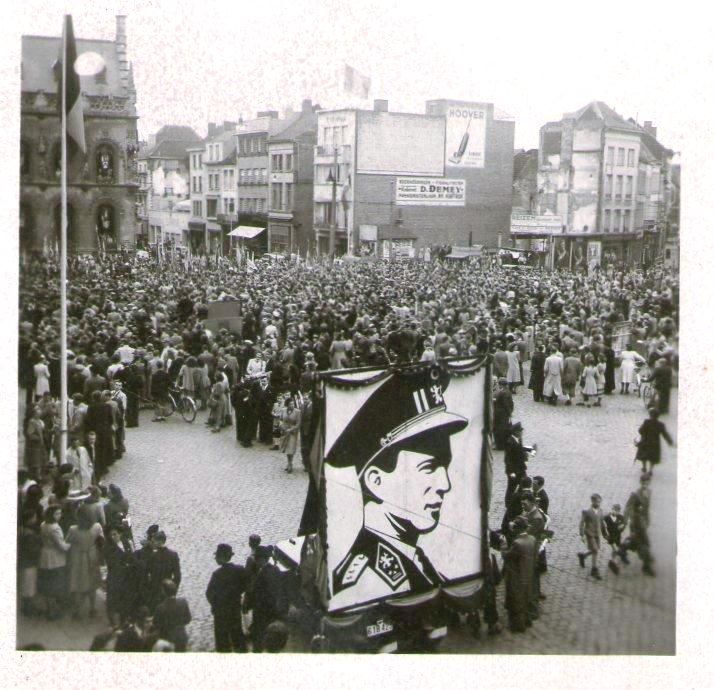
Leopoldistische betoging te Kortrijk tijdens de Koningskwestie.

Een Belgische monarchist wordt ook wel een leopoldist genoemd, een verwijzing naar de eerste Belgische koning, Leopold I van België, maar (anti-)leopoldisme kan ook verwijzen naar een mening vóór of tegen de terugkeer van Leopold III tijdens de Koningskwestie van 1950. De meeste Belgicisten zijn leopoldisten. Een Nederlandse monarchist wordt wel een orangist genoemd (ten tijde van de Republiek ook wel een prinsgezinde), naar het huis Oranje-Nassau. In Vlaanderen betekent de term orangisme in de eerste plaats vooral grootneerlandisme en niet per se monarchisme ten gunste van het huis Oranje-Nassau: een Vlaamse 'orangist' kan ook streven naar een Groot-Nederlandse republiek.

### Frankrijk

Legitimistenvlag.

De strijd tussen monarchisten en republikeinen in Frankrijk heeft sinds het begin van de Franse Revolutie tot veel gewelddadige uitbarstingen geleid, met name in de Opstand in de Vendée. Hier vormde zich in 1793 het contrarevolutionaire Katholieke en Koninklijke Leger dat middels gewapende opstand streefde naar herstel van het in 1792 afgeschafte koningschap en de Rooms-Katholieke Kerk als staatskerk; tegen 1800 was er niets meer van over.
Het land wisselde tussen 1789 en 1870 verschillende keren van staatsvorm: koninkrijken, keizerrijken en republieken wisselden elkaar af naargelang wie er de macht veroverde. Sinds de uitroeping van de Derde Franse Republiek in 1870 volgden er nog een Vierde en Vijfde Republiek. Nog altijd zijn er marginale bewegingen die streven naar de terugkeer van ofwel het huis Bourbon (legitimisten), het huis Bonaparte (bonapartisten,) of de Julimonarchie (orléanisten).

### Italië

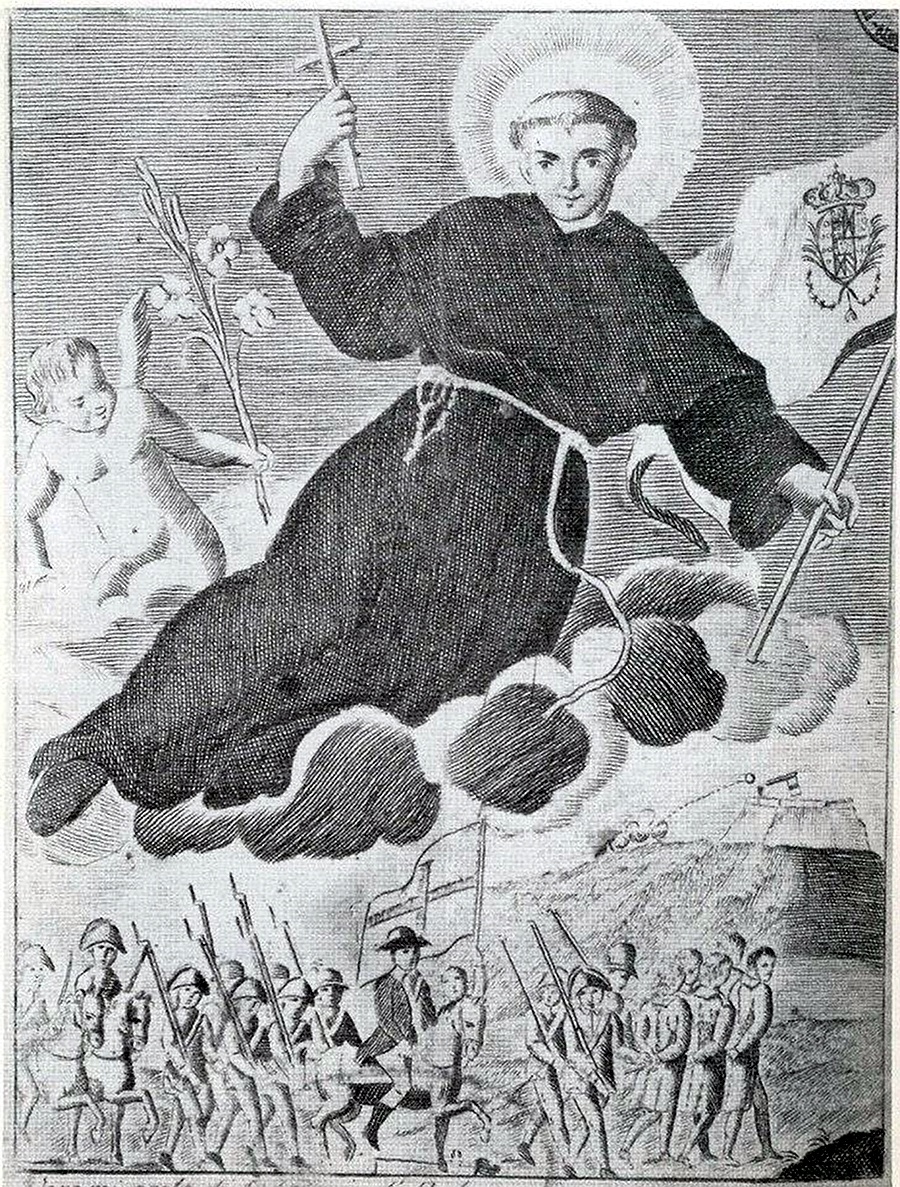
Kardinaal Fabrizio Ruffo voert de Sanfedisten aan, beschermd door St. Antonius (1799).

In januari 1799 ontstonden in Zuid-Italië de sanfedisten, voluit het Christelijk en Koninklijk Leger van het Heilig Geloof in Onze Heer Jezus Christus". Zij kwamen in opstand tegen de pro-Franse seculiere revolutionaire Parthenopeïsche Republiek en brachten deze in juni ten val. Het Koninkrijk Napels werd hersteld.
In de 19e eeuw kwam het nationalisme op dat streefde naar een Italiaanse eenwording onder één vlag, maar over de vraag of dat een republiek of monarchie moest worden, waren nationalisten verdeeld. Pas tijdens de Tweede Italiaanse Onafhankelijkheidsoorlog (1859) werd duidelijk dat het Koninkrijk Sardinië de andere Italiaanse staten zou kunnen veroveren en annexeren. Dat jaar verscheen in Napels en later elders in Italië de slogan "Viva Verdi" op muren, enerzijds ter ere van de nationalistische componist Giuseppe Verdi, wiens muziek de beweging stimuleerde, anderzijds als acroniem voor Viva Vittorio Emanuele Re D'Italia (Leve Victor Emanuel Koning van Italië). Na de militaire overwinning van de Sardijnse troepen onder leiding van Garibaldi, dankzij het strategische en diplomatieke vernuft van Cavour en met massale steun van de bevolking, was het Koninkrijk Italië in 1861 een feit. 
Hoewel Italië in de Eerste Wereldoorlog meevocht met de zegevierende geallieerden, kwam het toch in een zware crisis met grote maatschappelijke ontevredenheid terecht, waarvan de fascisten onder Benito Mussolini van profiteerden. Zij grepen de macht met de Mars op Rome in 1922, dankzij koning Victor Emanuel III die vreesde voor zijn troon en Mussolini het premierschap aanbood. Vervolgens vestigde deze een fascistische dictatuur, die de populariteit van het ermee collaborerende koningshuis flink deed afnemen.
Monarchisten verloren nipt het referendum over het afschaffen van de Italiaanse monarchie in 1946 met 45,7%, waarna het Koninkrijk Italië werd afgeschaft en de Italiaanse Republiek uitgeroepen.

### Spanje

Carlisten voeren het Bourgondisch kruis.

In Spanje zijn er sinds de jaren 1830 twee monarchistische bewegingen: carlisten en aanhangers van de gevestigde Bourbon-dynastie (bourbonisten). Na de val van de monarchie in 1931 ijverden de alfonsisten (een bourbonistische stroming) voor de terugkeer van de gevluchte koning, terwijl de carlisten hun eigen kandidaat naar voren schoven. De beide monarchistengroepen zouden samen met de nationalistische en fascistische falangisten van Francisco Franco samenwerken en tijdens de Spaanse Burgeroorlog tegen de republikeinen vechten (1936–1939). Na de nationalistische overwinning werd Franco's Spaanse Staat aanvankelijk echter een republiek. In 1947 werd de monarchie nominaal hersteld, maar er werd geen koning aangewezen tot 1969, toen Franco de alfonsistische kandidaat Juan Carlos tot zijn opvolger benoemde. In 1976 stierf Franco en in 1978 werd een nieuwe constitutionele Bourbon-monarchie gevestigd. Het carlisme heeft in de 21e eeuw weinig aanhangers meer; de bourbonisten hebben vooral republikeinen te duchten die überhaupt geen monarchie willen.

### Rusland
In Rusland heet het monarchisme ook wel tsarisme en de periode van voor de Russische Revolutie van 1917 wordt ook wel Tsaristisch Rusland genoemd. In de vroege 19e eeuw was er een Decembristenbeweging met twee stromingen: de Petersburgse groep streefde naar een constitutionele monarchie, de zuidelijke groep naar een democratische republiek; zij werden echter in 1825/6 door het leger verslagen. De Unie van het Russische Volk (1905–1917) was een van de belangrijkste pre-revolutionaire partijen die de monarchie wilden behouden, opgericht in reactie op de Revolutie van 1905. Tijdens de Russische Burgeroorlog (1917–1922) was het Witte Leger een coalitie van overwegend monarchistische belangengroepen die de bolsjewistische Sovjet-Unie bestreden.
Sinds 2012 heeft Rusland ook een Monarchistische Partij die streeft naar het invoeren van een constitutionele monarchie.